# Schönau (Schwarzhofen)
Schönau ist ein Ortsteil des Marktes Schwarzhofen im Oberpfälzer Landkreis Schwandorf von (Bayern).

## Geographische Lage
Schönau befindet sich ungefähr zwei Kilometer nordwestlich von Schwarzhofen und etwa 400 Meter westlich der Schwarzach.

## Geschichte

### Anfänge bis zum 18. Jahrhundert
Schönau (auch: Schonau) war ein adeliges Landgut, ein Rittergut. Es gehörte zu den leuchtenbergischen Lehen.
Die Brüder Peter und Andreas Prackendorfer waren Inhaber der beiden mannlehenbaren Güter Prackendorf und Schönau.
1376 legten sie in einem Vertrag fest, dass das Rittergut Schönau bei Andreas verbleiben sollte. Auch dessen Nachfahre Andreas Prackendorfer, Sohn des Sigmund Prackendorfer (der ebenfalls Schönau innehatte), wurde 1467 mit dem Adelssitz Schönau belehnt. Weitere Mitglieder der Familie der Prackendorfer, die auf Schönau saßen, waren: 1503 Lienhard Prackendorfer, 1539 Leonhard Prackendorfer, 1566 Christian Prackendorfer und nach dessen Tod Hans Thomas von Prackendorf.
Nach dem Tod von Hans Thomas von Prackendorf folgten 1609 dessen Neffen Hans Jakob und Hans Otto von Pertolzhofen.
1631 war Hans Jakob von Pertolzhofen alleiniger Inhaber des Sitzes Schönau mit 5 Gütern in Schönau selbst. In Schönau gab es 1631 drei Güter, zwei Gütel, 5 Inwohner (darunter ein Hüter), ein Pferd, 28 Rinder und ein Schwein.
Außerdem gehörten zum Sitz Schönau eine Mühle, ein Hof und ein Gut in Girnitz, zwei Höfe und eine Mühle in Saggau, zwei Höfe in Bach, ein Hof und zwei Güter in Mitteraschau, ein Hof in Oberaschau und ein Hof in Hohenirlach. Die Landsasserei blieb nun für dreißig Jahre bei den Pertolzhofenern: 1643 Hans Ludwig von Pertolzhofen (Sohn des Hans Jakob) und 1658 dessen gleichnamiger Vetter.
Durch den Dreißigjährigen Krieg wurden das Landgut Schönau und die zu ihm gehörigen Güter stark beschädigt. 
Ein Gut in Schönau lag öde, die Schmiede war „aufm grundt ruinirt“, ein Gut zu Girnitz „noch in grundt abgebrent unnt öedt“, die Mühle in Saggau „noch ganz ungangbar“, ein Hof in Saggau „eingefahlen“, ein Gut in Mitteraschau „ganz öedt und ruinirt“, der Hof in Oberaschau „öedt und abgebrent“, der Hof in Hohenirlach „ufm grundt weckhgebrent“. 1661 hatte Schönau vier Güter (eins davon öd), ein Gütel (öd), zwei Häusel (eins davon neu erbaut), einen Inwohner, 17 Rinder, drei Schweine und zwei Ziegen.

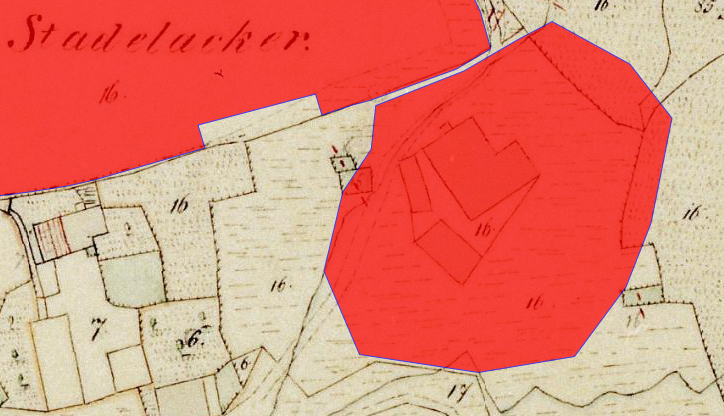
Lageplan von Schloss Schönau auf dem Urkataster von Bayern

1665 wurde der Sitz Schönau an den Geistlichen Rat und päpstlichen Protonotar Johann Konrad Herold verliehen und blieb bis 1780 bei der Familie Herold. Er bestand zu dieser Zeit aus vier Höfen, drei bebauten und zwei öden Gütern in Schönau, einer Mühle in Girnitz und einem Hof in Oberaschau. Johann Konrad Herold folgten 1672 sein Neffe Augustin Oswald Herold, dann Franz Anton Herold und 1752 Christian von Herold.
1783 wurden für Schönau 5 Höfe, 18 Häuser und 106 Einwohner aufgeführt.
Nach dem Tod Christian von Herolds 1780 fiel das Lehen wieder an die kurfürstliche Regierung zurück und wurde 1792 an Theodor Graf von Bettschart verliehen. Das abgegangene Schloss wird als Bodendenkmal unter der Aktennummer D-3-6639-0025 im Bayernatlas als „untertägige Befunde des ehem. Landsassensitzes und abgebrochenen Schlosses in Schönau, zuvor wohl mittelalterliche Burg“ geführt. 

### 19. Jahrhundert bis zur Gegenwart
Zu Beginn des 19. Jahrhunderts wurde staatlicherseits versucht die Verwaltungsstruktur zu vereinfachen und – gegen den zähen Widerstand der Besitzer – die Gerichtsbarkeit auf den Staat zu übertragen. Dieser Prozess verlief in mehreren Schritten. Durch Säkularisation und Mediatisierung wurden die zersplitterten territorialstaatlichen Gebilde und die differenzierte Struktur der gerichts- und grundherrlichen Zuordnungen beseitigt und versucht, die gutsherrlichen Rechte nach und nach zu reduzieren. Es wurden Landgerichte älterer Ordnung gebildet.
Für die zunächst weiter bestehenden Patrimonialgerichte wurden im Organischen Edikt über die Patrimonialgerichtsbarkeit Vorschriften erlassen, die darauf zielten, nur noch größere und zusammenhängende Territorien zuzulassen. Daneben wurde jede Gelegenheit wahrgenommen, Patrimonialgerichte aufzulösen und die Gerichtsbarkeit an die Landgerichte einzuziehen.
Karl Theodor Graf von Bettschard versuchte 1818 aus den 15 Familien in Schönau zusammen mit einer Familie in Girnitz und einer Familie in Oberaschau ein Patrimonialgericht II. Klasse zu bilden. Jedoch starb er 1820, bevor über sein Gesuch entschieden worden war. Damit fiel das Lehen Schönau an die Regierung heim und wurde nicht mehr ausgegeben. Die Gerichtsbarkeit wurde vom Landgericht Neunburg vorm Wald eingezogen.  Bereits im 17. Jahrhundert gab es seitens der Landgerichte und seitens der Untertanen vereinzelte Versuche, die Adelsprivilegien zu beseitigen und besonders die einzelnen Güter unter die Gerichtsbarkeit des Landrichteramtes Neunburg zu stellen. 
1848 wurden schließlich die feudalen Privilegien abgeschafft und die Patrimonialgerichte aufgelöst. Die Gerichtsbarkeit und die Polizeigewalt ging damit endgültig und vollständig an den Staat über.
Entsprechend einer Verordnung von 1808 wurde das Landgericht älterer Ordnung Neunburg vorm Wald in 55 Steuerdistrikte unterteilt. Dabei bildete Zangenstein mit den Ortschaften Altenhammer, Holzhof, Meischendorf, Schönau und Zangenstein einen Steuerdistrikt. Schönau hatte zu dieser Zeit 106 Einwohner, einen Kramer und drei Weber.
1820 wurden Ruralgemeinden gebildet. Dabei entstand die Ruralgemeinde Schönau mit 17 Familien. 1830 wurde die Ruralgemeinde Schönau der Gemeinde Uckersdorf zugeteilt. 1830 bis 1972 bildete Uckersdorf zusammen mit den Ortschaften Girnitz, Höfen bei Uckersdorf und Schönau eine selbständige Gemeinde.
Zum Stichtag 23. März 1913 (Osterfest) wurde Schönau als Teil der Pfarrei Schwarzhofen mit 15 Häusern und 77 Einwohnern aufgeführt.
Am 1. Januar 1972 wurde die Gemeinde Uckersdorf in die Gemeinde Schwarzhofen eingegliedert, damit gelangte Schönau in die Gemeinde Schwarzhofen.
Am 31. Dezember 1990 hatte Schönau 87 Einwohner und gehörte zur Pfarrei Schwarzhofen.